# Zemětřesení u Fidži 2018
K zemětřesení u Fidži v roce 2018 došlo v neděli 19. srpna v 12:19:37 místního času (02:19:37 SELČ) a magnitudo dosáhlo síly 8,2 stupně Richterovy stupnice (zpočátku odhadováno na 7,9). Epicentrum se nacházelo 368 km východně od hlavního města Fidži, Suva. Nejblíže se k němu nacházel ostrov Oneata vzdálen přibližně 47 km. Hypocentrum leželo 563,4 km pod mořským dnem, takže se jednalo o velmi hluboké zemětřesení.
Nebylo vydáno žádné varování před vlnou tsunami , ačkoliv bylo ostrovany pozorováno velmi malé tsunami v podobě silného vlnobití . Pokud by takto silné zemětřesení bylo podstatně mělčí, způsobilo by značné škody a rozsáhlou vlnu tsunami. Zhruba 4 hodiny od hlavního zemětřesení otřásl oblastí dotřes o magnitudě 6,8 . Ke dni 20.8 bylo evidováno celkem 42 dalších otřesů, z nichž nejsilnější měly sílu 6,3; 5,7 a 5,5 stupňů Richterovy stupnice.
Nebyly nahlášeny žádné škody, mrtví či zranění lidé. 

## Geologie

Tektonické desky, jejich interakce a rychlost pohybu.

Fidži se nachází v Ohnivém kruhu, který ve tvaru podkovy obepíná téměř celý Tichý oceán. V důsledku toho zde vzniká 90 % všech zemětřesení na planetě a leží tu 75% všech aktivních sopek. Ostrovy spočívají na složitém tektonickém prostředí a jižně od Fidži se pacifická deska podsouvá pod australskou. Tento pohyb se nazývá subdukce a v rámci silných zemětřesení je to nejnebezpečnější interakce litosférických desek. Směrem na západ subdukce pokračuje, kde tvoří ostrovní systém Vanuatu. Celá oblast prošla složitým procesem konvergence desek, subdukce a obloukového vulkanizmu během raného pliocénu. Dodnes se zde nachází několik aktivních sopek a například největší ostrov Fidži, Viti Levu, má vulkanický původ.